# 輪廻 (アルバム)
『輪廻』（原題：Something Magic）は、イギリスのプログレッシブ・ロック・バンド、プロコル・ハルムが1977年に発表した9作目のスタジオ・アルバム。バンドは本作のプロモーション・ツアーを最後に一度解散した。

## 背景
1976年にアラン・カートライトがバンドを脱退し、ベース・パートはクリス・コッピングが引き継いで、ピート・ソリーが新たなキーボード奏者として加入した。
本作で共同プロデューサーを務めたロン・アルバートとハワード・アルバートの兄弟は、過去にスティーヴン・スティルス、カーヴド・エア、クリス・ヒルマン、ウィッシュボーン・アッシュ等の作品を手掛けてきた。バンドが本作のために用意した曲の約半分はアルバート兄弟により却下され、ゲイリー・ブルッカーはその穴埋めとして、キース・リードが以前書いた詩を元に、LPのB面を占める組曲「小さな虫と無言の樹の物語」を作った。本作のオリジナルLPは見開きジャケットとなり、内側に「小さな虫と無言の樹の物語」の詩の全内容が掲載された。
なお、後のリマスターCDにボーナス・トラックとして収録された「ユード・ベター・ウェイト」と「ディス・オールド・ドッグ」は、アルバート兄弟に却下された曲の未発表ライヴ音源である。

## 反響
アメリカのBillboard 200では147位に終わり、プロコル・ハルムのスタジオ・アルバムとしては初めて全米トップ100入りを逃す結果となった。一方、オランダ及びノルウェーのアルバム・チャートでは、いずれも3週連続でトップ20入りした。

## 収録曲
特記なき楽曲は作詞がキース・リード、作曲がゲイリー・ブルッカーによる。
1. 魔法を呼ぶ嵐 "Something Magic" – 3:36
2. 薄氷の上を "Skating on Thin Ice" – 4:49
3. ウィザード・マン "Wizard Man" – 2:41
4. 妖婦（サイレン）の爪あと "The Mark of the Claw" – 4:39
  - 作詞：キース・リード／作曲：ミック・グラバム
5. 時の探訪者 "Strangers in Space" – 6:08
6. 小さな虫と無言の樹の物語：イントロダクション、小さな虫の侵入そして脅威 "The Worm & the Tree Part One" – 7:50
  - a "Introduction"
  - b "Menace"
  - c "Occupation"
7. 小さな虫と無言の樹の物語：樹の衰弱そして戦い "The Worm & the Tree Part Two" – 5:29
  - a "Enervation"
  - b "Expectancy"
  - c "Battle"
8. 小さな虫と無言の樹の物語：新しい生命の芽ばえ、エピローグ "The Worm & the Tree Part Three" – 5:20
  - a "Regeneration"
  - b "Epilogue"

### 2009年リマスターCDボーナス・トラック
1. バックギャモン "Backgammon" – 3:23
  - 作曲：ゲイリー・ブルッカー
2. ユード・ベター・ウェイト[ライヴ] "You'd Better Wait" – 4:44
3. ディス・オールド・ドック[ライヴ] "This Old Dog" – 3:41

## 参加ミュージシャン
- ゲイリー・ブルッカー - ボーカル、ピアノ
- ミック・グラバム - ギター
- ピート・ソリー - ハモンドオルガン、シンセサイザー
- クリス・コッピング - ベース
- B.J.ウィルソン - ドラムス
- キース・リード - 作詞